# Hasanpaşa (Kadıköy)
Hasanpaşa è una delle 21 mahalle del distretto di Kadıköy, nella parte asiatica di Istanbul.

## Geografia fisica
Il quartiere, uno dei più antichi insediamenti di Kadıköy, si trova sulle rive del Kurbağalıdere. 
Esso confina a sud con Zühtüpaşa, a nord con Ünalan nel distretto di Üsküdar, a est con Fikirtepe, a ovest con Acıbadem e a sud-est con il quartiere di Eğitim.

## Storia
Mentre il quartiere di Hasanpaşa e Acıbadem era di proprietà del Kızağası Mısırlı Osman Ağa nel XVII secolo, fu espropriato da Murad IV nel 1630 e passò di proprietà a Selim III all'inizio del XIX secolo. Il nome "Hasanpaşa" deriva da Hasan Hüsnü Pascià, originario di Bozcaada, che fu ministro della Marina durante il regno di Abdülhamid II. Nel 1889 egli fece ricostruire la moschea che porta il suo nome al posto della vecchia moschea del quartiere che era andata a fuoco. Il nome della moschea fu dato al quartiere negli anni '30 del novecento, quando questi furono denominati; la fontana Kayışdağı sul muro esterno della moschea, dove scorre l'acqua del Kayışdağı, fu costruita nel 1930.
L'officina del gas di Hasanpaşa, uno dei più antichi impianti industriali del lato anatolico, fu fondata in questo quartiere nel 1892 per soddisfare il fabbisogno di gas della parte anatolica di Istanbul. Oggi questo edificio continua a esistere come uno dei primi esempi di patrimonio industriale ottomano; l'edificio ha acquisito la funzione di centro artistico e culturale con il nome di Müze Gazhane.
La popolazione del quartiere è aumentata negli anni '60 e '70, quando si è verificata la più intensa migrazione dall'Anatolia a Istanbul.

## Monumenti e luoghi d'interesse

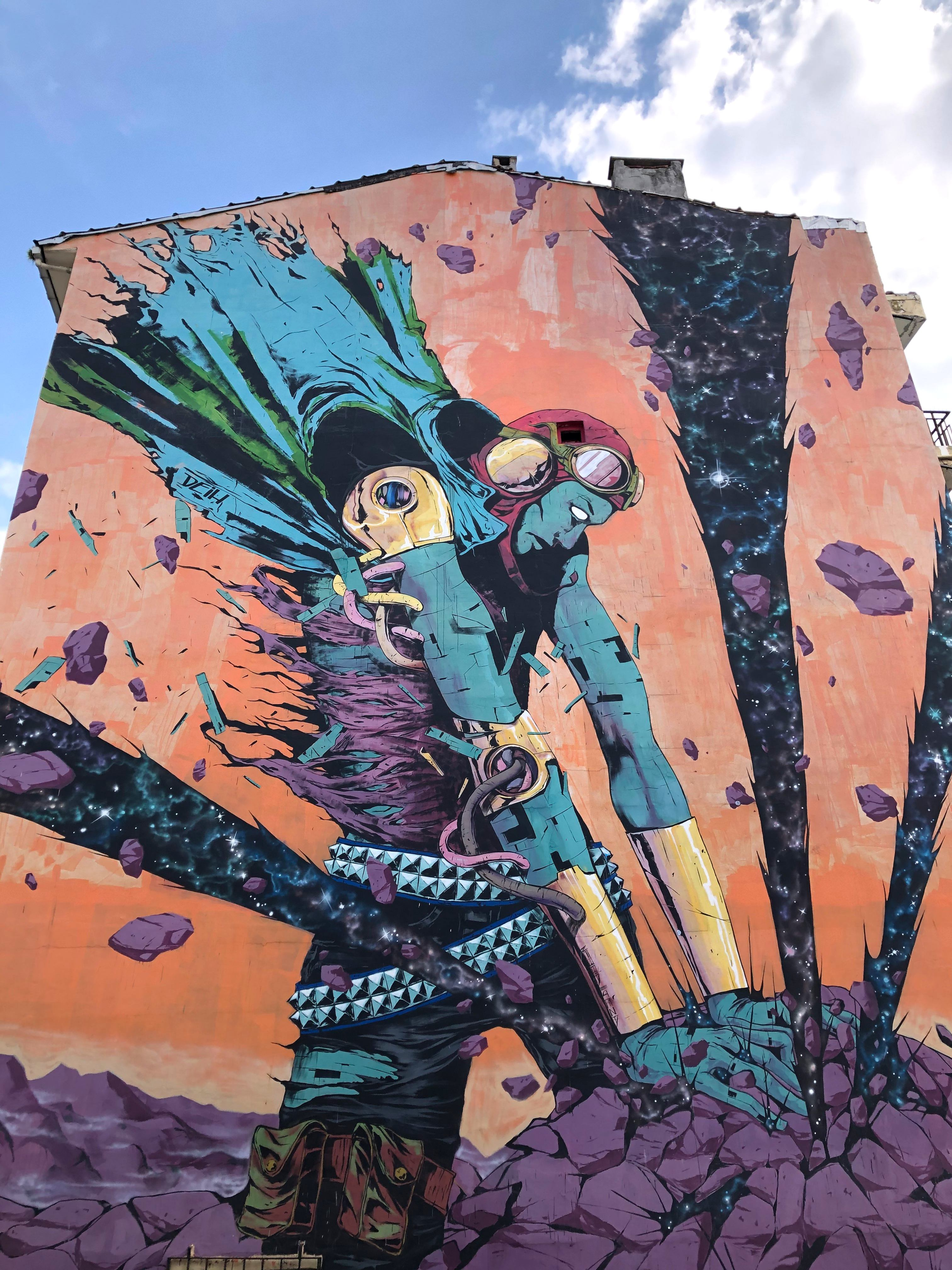
Street art su una casa di Hasanpaşa.

Ad Hasanpaşa si trovano la stazione di servizio di Hasanpaşa, la moschea del Kaptan Hasan Paşa, l'edificio del comune di Kadıköy e il Salı Pazarı ("Mercato del Martedi'") di Kadıköy.
Il quartiere è ricordato per le sue ville e palazzi sulle rive del Kurbağalıdere, la cui costruzione è iniziata all'inizio del XX secolo.
Il Comune di Kadıköy, l'Ufficio Matrimoniale di Kadıköy, la Stazione Ferroviaria di Söğütlüçeşme, il Garage di Söğütlüçeşme, il Garage IETT Hasanpaşa si trovano in questo quartiere. Nell'area in cui i viali Kurbağalıdere e Taşköprü e la ferrovia Istanbul-Ankara si intersecano, si trova il Söğütlüçeşme Hamam, che oggi non ha alcuna funzione.